# Madirac
Madirac is een gemeente in het Franse departement Gironde (regio Nouvelle-Aquitaine) en telt 175 inwoners (2005). De plaats maakt deel uit van het arrondissement Bordeaux.

## Geografie
De oppervlakte van Madirac bedraagt 1,9 km², de bevolkingsdichtheid is 92,1 inwoners per km².
De onderstaande kaart toont de ligging van Madirac met de belangrijkste infrastructuur en aangrenzende gemeenten.

## Demografie
Onderstaande figuur toont het verloop van het inwonertal (bron: INSEE-tellingen).